# سجل (فیلم)
سجل نام یک فیلم تلویزیونی ایرانی به کارگردانی احمد کاوری است که در سال ۱۳۸۹ تولید شده‌است.

## موضوع فیلم
رحیم باطنی، صاحب یک گاوداری است. او به علت عدم پرداخت مالیات دچار مشکل می‌شود. رحیم که عازم حج است برای فرار از دست قانون به نام جعلی فرشاد عیوضی گذرنامه فراهم می‌کند. اما…